# Patrick Barre
Patrick Barre (Francia, 12 de abril de 1959) es un atleta francés retirado, especializado en la prueba de 4 × 100 m en la que llegó a ser medallista de bronce olímpico en 1980.
Es hermano gemelo del también atleta Pascal Barre.

## Carrera deportiva
En los JJ. OO. de Moscú 1980 ganó la medalla de bronce en los relevos 4 x 100 metros, con un tiempo de 38.53 segundos, llegando a meta tras la Unión Soviética (oro) y Polonia (plata), siendo sus compañeros de equipo: Pascal Barre, Hermann Panzo y Antoine Richard.